# Bartosz Janiszewski (kulturysta)
Bartosz Janiszewski (ur. 1 lutego 1986 r.) – polski kulturysta. Potrójny mistrz Polski w kulturystyce

## Życiorys
Jego miastem rodzinnym jest Ełk. Ma siostrę, Barbarę. Przez około dziesięć lat trenował zapasy w piotrkowskim Atletycznym Klubie Sportowym. Następnie zajął się kulturystyką, a z czasem zaczął uprawiać jej ekstremalną odmianę i dążyć do rozbudowania jak największej masy mięśniowej.
Pierwszy raz wziął udział w zawodach kulturystycznych w 2014 roku. Na Mistrzostwach Polski w Kulturystyce i Fitness, które w kwietniu 2017 roku rozegrano w Kielcach, uzyskał trzy złote medale. Został potrójnym mistrzem Polski dzięki zwycięstwom w kategoriach: wagowej do 100 kg, open oraz par mieszanych. Piotrkowscy dziennikarze uznali ten wyczyn za nieprzeciętny i niespotykany. Należy do Międzynarodowej Federacji Kulturystyki i Fitnessu (IFBB). Jego waga, w sezonie zmagań sportowych, sięga 90−100 kg.
Mieszka w Piotrkowie Trybunalskim. Od czerwca 2012 żonaty z Magdaleną Janiszewską. Pracuje jako instruktor kulturystyki.

## Osiągnięcia (wybór)
- 2014: Debiuty PZKFiTS w Kulturystyce, kategoria wagowa powyżej 90 kg − V m-ce[3]
- 2014: Mistrzostwa Polski w Kulturystyce, kategoria wagowa do 95 kg − VI m-ce[4]
- 2015: Mistrzostwa Polski w Kulturystyce, kategoria wagowa 100 kg − IV m-ce[8]
- 2017: Mistrzostwa Śląska w Kulturystyce, kategoria wagowa do 100 kg − I m-ce[6]
- 2017: Mistrzostwa Śląska w Kulturystyce, kategoria open − I m-ce[6]
- 2017: Mistrzostwa Polski w Kulturystyce, kategoria wagowa do 100 kg − I m-ce[9]
- 2017: Mistrzostwa Polski w Kulturystyce, kategoria open − I m-ce[9]
- 2017: Mistrzostwa Polski w Kulturystyce, kategoria par mieszanych − I m-ce (wraz z Katarzyną Ludowicz)[9]